# B-36 Peacemaker
Convair B-36 „Peacemaker“ е стратегически бомбардировач на САЩ.
Разработен е от Convair и е опериран от ВВС на САЩ. Той е най-големият серийно произвеждан самолет с бутални двигатели и държи рекорда за най-голям размах на крилата (70 m) за боен самолет (съществуват транспортни самолети с по-голям размах на крилата).
B-36 е първият бомбардировач, способен да достави ядрени оръжия от напълно затворен бомбен отсек. Това е и единственият бомбардировач по това време, който може да носи свръхтежката водородна бомба Мк 17. С дължина на полета от над 9700 км и максимален бомбен товар от 33000 кг, B-36 е първият бомбардировач с междуконтитентален обхват, поставяйки стандарта за по-късните бомбардировачи на ВВС на САЩ, като B-52 Stratofortress, B-1 Lancer и B-2 „Spirit“.
Самолетът е представен на 20 август 1945 г. и извършва първия си полет на 8 август 1946 г.
Модификации (като B-36s) на модела са съоръжавани с ядрени реактивни двигатели.
- Основния колесник на шестмоторния Convair XB-36 самолет на САЩ
- XB-36 с едноколесни основни стойки